# Thompson River (Fraser River)
Der Thompson River ist ein bedeutender orographisch linker Nebenfluss des Fraser River im Süden der kanadischen Provinz British Columbia.

## Flusslauf
Der Fluss durchfließt zwischen Kamloops und Lytton das Interior Plateau und trennt dabei das südlich gelegene Thompson-Plateau vom nördlich gelegenen Fraser-Plateau. Gleich westlich von Kamloops liegt der Kamloops Lake. Bei Savona tritt der Fluss aus dem rund 30 Kilometer langen See aus. Zwischen den Orten Ashcroft und Lytton fließt der Thompson River durch einen Canyon. In der Nähe von Lytton mündet der Fluss in den Fraser River.
Benannt wurde er 1808 von Simon Fraser nach dem Entdecker David Thompson, der als Erster den Columbia River auf seiner ganzen Länge erforschte. Der Oberlauf besteht aus zwei Hauptflüssen, dem South Thompson River und dem North Thompson River. Zusammen mit seinem Quellfluss North Thompson River erreicht er eine Länge von 489 km.

## Quellflüsse
Der South Thompson River (332 km Länge von der Quelle des Nebenflusses Shuswap River gemessen, 17.800 km² Einzugsgebiet) beginnt am Austritt aus dem Little Shuswap Lake und fließt in südwestlicher Richtung durch ein breites Tal nach Kamloops, wo er sich mit dem North Thompson River vereinigt. Der Highway 1, der Trans-Canada Highway und die Hauptstrecke der Canadian Pacific Railway verlaufen entlang des Flusses. Der Shuswap Lake wird gespeist durch den Shuswap River im Süden, den Seymour River im Nordosten und den Adams River im Norden.
Der North Thompson River (338 km Länge, 20.700 km² Einzugsgebiet, 425 m³/s mittlerer Abfluss) entspringt in den Bergen westlich des Ortes Valemount. Der Fluss wird vom Thompson-Gletscher gespeist. Er fließt anfangs 50 km in Richtung Ostsüdost. Anschließend wendet er sich nach Süden und fließt etwa 90 km in diese Richtung, bevor er auf einer Strecke von etwa 60 km nach Westen fließt. Bei der Ortschaft Clearwater wendet wer sich erneut nach Süden. Der etwa 110 km lange Unterlauf führt in südlicher Richtung nach Kamloops, wo der North Thompson River auf den South Thompson River trifft. Entlang des Flusses verlaufen der Highway 5 und die Eisenbahnstrecke der Canadian National Railway. Das Tal des North Thompson River bildet den Hauptzugang vom Süden der Provinz zum Yellowhead Pass, dem tiefstgelegenen Passübergang über die Rocky Mountains.

## Hydrometrie
Etwa 27 km oberhalb der Mündung befindet sich nahe Spences Bridge am linken Flussufer ein Abflusspegel (⊙). Der gemessene mittlere Abfluss (MQ) beträgt 777 m³/s (1952–2021). Das zugehörige Einzugsgebiet umfasst eine Fläche von etwa 55.400 km².
Im folgenden Schaubild werden die mittleren monatlichen Abflüsse des Thompson River für die Messperiode 1952/2021 in m³/s dargestellt.